# Sremska Mitrovica
Sremska Mitrovica (cyr. Сремска Митровица, chorw. Srijemska Mitrovica, węg. Szávaszentdemeter, rus. Сримска Митровица, Srymska Mytrowyca) – miasto w Serbii, w Wojwodinie, stolica okręgu sremskiego, siedziba miasta Sremska Mitrovica. Leży na lewym brzegu Sawy. W 2011 roku liczyło 41 624 mieszkańców.

## Historia
W okresie panowania rzymskiego funkcjonowała jako Sirmium. Opuszczone w 582 roku wskutek ekspansji Kaganatu Awarów, wkrótce spłonęło.
W VII-IX wieku pod władzą chanów Protobułgarów – Kubera, a wkrótce później Kruma.
Na początku XI wieku Sirmium wróciło pod władanie Cesarstwa Bizantyńskiego. W 1167 roku miała miejsce bitwa pod Sirmium, a w 1180 roku miasto zostało przyłączone do Królestwa Węgier. Przyjęto następnie nazwę „Civitas Sancti Demetrii”. Następnie nazwa została zmieniona na „Dmitrovica”, „Mitrovica”, a ostatecznie przyjęto obecną nazwę – „Sremska Mitrovica”.

## Gospodarka
W mieście rozwinął się przemysł drzewny, celulozowo-papierniczy, włókienniczy oraz spożywczy.

## Skład narodowościowy miasta
Populacja Śremskiej Mitrowicy składa się z:
- Serbów – 75 003 (87,31%)
- Chorwatów – 2547 (2,96%)
- Jugosłowian – 1212 (1,41%)
- innych (Węgrów, Rusinów panońskich, Ukraińców, Cyganów itp.)

## Miasta partnerskie
- Dunaújváros